# ویشه‌چینو
ویشه‌چینو (به لاتین: Wyszecino؛ تلفظ لهستانی: [vɨʂɛˈt͡ɕinɔ]) یک منطقهٔ مسکونی در لهستان است که در گمینا لوژنو واقع شده‌است. ویشه‌چینو ۴۸۱ نفر جمعیت دارد.